# 彼方から
『彼方から』（かなたから）は、ひかわきょうこによる日本の少女漫画作品。『LaLa』（白泉社）で1991年11月号から2002年12月号にかけて連載された。2004年、第35回星雲賞コミック部門を受賞。単行本は全14巻、文庫版で全7巻が刊行された。

## 概要
作者のひかわきょうこには珍しい異世界ファンタジー作品。確固とした世界観とストーリー展開、そして温かみのある人物造詣から幅広い支持を集め、2004年に星雲賞を受賞した。物語は全5部構成で、その他に幕間の特別編3話とエピローグから成る。当初は毎月連載だったが、作者の体調不良による休載後に隔月連載となり、数度の休載を挟みながら12年の歳月を経て完結した。
異世界を舞台とするファンタジー作品では、飛び込んだ世界でも最初から言葉が通じる（または、何らかの手段によって早々に言葉が通じるようになる）設定が多い中、本作品では主人公の典子が異世界の言語を一年ほどかけて自力でマスターする様子が描かれている。

## あらすじ
高校2年生の立木典子（ノリコ）はある日の下校途中、無差別爆弾事件に巻き込まれ、その衝撃で異世界に飛ばされる。見たことも無い樹海に落とされ、異形の虫の襲来に怯える彼女を救ったのは、渡り戦士のイザークだった。時を同じくして異世界では『破壊の化け物である「天上鬼」を「目覚め」させる者が現れた』とのお告げがもたらされ、騒然となる。正体不明の「天上鬼」と「目覚め」を手に入れ世界の覇者になろうと各国が画策する中、自由都市リェンカの首領・ラチェフはイザークに執着心を抱く傭兵ケイモスに闇の力を与え、樹海から現れたノリコとイザークに追手をかける。
ノリコは突然異世界に飛ばされた状況に戸惑いつつも、イザークを全面的に信頼し、未知の言葉や風習を学びながら彼と行動を共にすることになる。共に旅をするうち、互いに惹かれていくノリコとイザーク。しかしやがて二人に魔の手が伸び、ノリコは自分こそがイザークを「天上鬼」として「目覚め」させる存在であることを知ってしまう。イザークから離れようとするノリコだったが、「未来は変えられるかもしれない」と言うイザークと想いを通じ合わせ、二人で運命に立ち向かう決意をする。次第に世界に邪悪な気が満ちていく中、闇の力とは対極にある光の力を見い出した二人は、同じく闇に対抗しようとする人々と巡り合ってゆく。一方、より強力な魔の力を得たラチェフは、力を増したケイモスに命じてイザークと最後の対決に臨む。

## 世界観
建物や生活レベルなど、中世ヨーロッパのような世界観だが、西欧よりも東欧や中東のような印象が強い。人々は基本的に男女ともに長髪で、腰に帯を巻いた長衣を纏う。数多くの国が存在し、国王または大臣が政治を執り行っているが、近年はどこの国も悪官が台頭し、悪政が蔓延りつつある。
主な武器は剣や弓矢、稀に火薬類で、銃器の描写はない。いわゆる魔法は存在しないが、衝撃波（作中で「遠当て」と呼ばれる）を発する・未来視や透視を行う（占者）・超人的な跳躍力を発揮する（アクロバット能力者）・風を操る（風使い）などが可能な「能力者」が少なからず存在する。移動手段として「馬」と呼ばれる四足歩行の生物や「翼竜」と呼ばれる恐竜のような飛行生物が利用されており、家畜として「牛」も存在する。一方、「花虫」や「六ツ目」といった異形の生物も生息しており、邪気に呼応して活動が活発になる描写がされている。
言語は大陸内では共通で、周辺にそれぞれ異なる言語を使用する少数民族の島々があるとされている。大陸での通貨はゾル、長さの単位はヘンベルとニベル、重さの単位はユロン。

## 登場人物
初登場の部ごとに分けて記載する。声優名はドラマCDのキャスト。

### 第一部
立木 典子（たちき のりこ）
声 - 鈴木真仁
本作の主人公。17歳。異世界に来てからは「ノリコ」とカタカナ表記される。友人から「少し抜けている」「とぼけている」と評されるごく普通の女子高生だが、状況に流されすぎず冷静に判断する一面も。「自分は無力だが、無力なりにできることを全力でする」を信条とし、随所で芯の強さを発揮する。元の世界での家庭環境は両親と兄と祖父の五人暮らし。
突然異世界の樹海に飛ばされてしまい怪物に襲われた所をイザークに救われ、彼の旅に同行する。異世界に飛ばされた当初は取り乱したものの、SF作家の父の影響もあってか状況を受け入れ、自分が異世界に来た理由を考えつつ与えられた環境で最善を尽くそうと決意する。その一端として異世界の言語を主にヒアリングのみでゼロから習得し、第二部では片言で会話ができるようになり、第三部冒頭では僅かに異国訛りがあると言われる程度にまで上達した。
予言に伝わる「天上鬼」を「目覚め」させる存在だが、本人はその事実を知らなかった。命の恩人であるイザークに心から信頼を寄せると共に淡い想いを抱き、イザークが力を暴走させ異形の姿へ変貌した際もその信頼は揺るがず、真正面から彼を受け止めるとともに自らの想いを伝えた。後に自分こそが「目覚め」であると知らされた時はイザークの元を去ろうとしたが、彼の想いを受け入れ傍で支え続けることを誓う。第二部中盤でテレパシー能力（ただし相手はイザーク限定）を身に付け、第五部終盤では「目覚め」として覚醒し光の世界への扉を開いた。
色素が薄く、目も髪も茶色っぽい色をしている。第一部では顎のラインまでのボブカットだったが、時間の経過とともに髪が伸び、第五部では背中まで届く長さになっている。終盤でラチェフに髪を切られたのを機に、最初の髪型に戻った。
イザーク・キア・タージ
声 - 三木眞一郎
19歳。長い黒髪に黒い目の、東洋人とも西洋人ともつかない端正な顔立ちで、寡黙で人を寄せ付けない雰囲気を持つ青年剣士。細身の体形に似合わない超人的な身体能力と、負傷しても短時間で治癒する驚異的な回復能力を持つ。異世界基準でも稀有なレベルの能力者であり、前述の身体能力と合わせて作中ではしばしば「化け物」と評されている。
幼少の頃から、後に世界に闇をもたらす「天上鬼」になると言われて育つ。母親には怯えられ、「天上鬼」を育てることで利益を得ていた父親からも腫れ物扱いで、次第に心を病んでいく母親を見かねて生まれ故郷の村を出奔するも、直後に両親は焼死。以来各地を転々としながら生きていたが、17歳の時にとある隊商の下働きに入った際、その隊商に加わっていたガーヤに体技を見込まれ、押しかけ師匠の形で剣術を教えられる。その後は渡りの戦士として生計を立てながら放浪の日々を送っていた。
自分を「天上鬼」として覚醒させる「目覚め」の降臨を知り、「目覚め」を消すべく入った樹海でノリコに出会う。何も知らないノリコを手にかけることを躊躇い、ノリコの正体を伏せて共に旅をするうち、次第にノリコの存在に安らぎを感じるようになっていった。ノリコに惹かれて止まない自分の想いを自覚しつつも宿命との間で葛藤し、その関係を断つべく距離を置こうとしたが、真実を知ったノリコが逆にイザークから離れようとしたことを機に想いを伝え、共に行く道を選ぶ。ラチェフ一派との戦いで「主」に呑み込まれかけた際、初めて自身の内面と向き合い、光の力の一端に覚醒した。様々な人物との出会いにより、「天上鬼」が辿る世界の破壊者以外の可能性に気づき、運命と対峙する。
ラチェフ
声 - 速水奨
自由都市リェンカの首領。33歳。長い黒髪を束ね、女性的で秀麗な容貌を持つ。目的の為なら手段を選ばない冷酷な野心家で、世界を我がものにするために「目覚め」と「天上鬼」の力を欲している。
幼少時から優秀な子供だったが、鬱屈を抱える母親に疎んじられて育つ。有力者から後見の申し出を受けた際に事故に見せかけて母親を殺害した。やがて「魔」の化身である「主」（＝「元凶」）の宿る地下遺跡を発見し、闇の力に同調する。その後は飢えた心を満たそうと力や名声に執着し、邪魔な存在を抹殺しながらのし上がってきた。幼少時代の経緯から自分を否定される事に敏感で、自分に従わない者に対しては苛立ち、時に激昂する。
ケイモス・リー・ゴーダ
声 - 井上和彦
自由都市リェンカの傭兵。20歳。高い威力の「遠当て」を得意とする能力者だが粗暴な若者で、常に自分の力を誇示し周囲を畏怖させていないと自分自身を実感出来ない。戦いを挑んだイザークに惨敗を喫してしまうが、ラチェフにその力を見込まれて保護される。自分に屈辱を味わわせたイザークを倒すことに執着し、ラチェフに言われるがまま闇の力に溺れていく。何度も執拗にイザークを襲っては追い詰めたイザーク最大の宿敵。
ゴーリヤ
声 - 佐藤正治
ラチェフの腹心の部下である老占者。ラチェフとは古い付き合いで、闇の力を操りラチェフの野望に協力する。
アゴル・デナ・オーファ
声 - 堀内賢雄
自由都市リェンカの傭兵。31歳。「目覚め」を探そうと樹海で捜索隊を率いるが見つからず、ラチェフの指令で手がかりになりそうなイザークの行方を娘のジーナと共に追っていた。第二部でザーゴ国の兵と悶着を起こし一文無しになってしまった所をノリコたちと出会う。かねてよりラチェフの方針に疑問を抱いており、以降はラチェフの元を離れ、ノリコ達と行動を共にする。
ジーナハース
声 - 丹下桜
アゴルの愛娘で愛称は「ジーナ」。7歳。幼少ながら聡明な性格で、稀代の占者の才能の持ち主。母親の形見の占石で未来予知や透視を行い、アゴルの仕事を助けてきた。占者の能力でノリコ達の正体に薄々感付くが、ノリコと仲良くなったのもあって沈黙を守る。生まれつき盲目で、占いを通じて世界を見ている。

### 第二部
ガーヤ・イル・ビスカ
声 - さとうあい
ザーゴ国で雑貨屋を営む中年女性。53歳。恰幅のいい体格で、勝ち気で面倒見の良い性格。戦闘集団灰鳥一族の出身で、かつては名高い剣士だった。ゼーナという双子の姉がいる。引退後、隊商に加わり働いていた時に少年時代のイザークに出会い、剣術を教えた。イザークにとっては心を許せる数少ない人物であり、ノリコと決別しようとするイザークから彼女を預かった。以降、ノリコを気にかけて何かと世話を焼いており、イザークとノリコの恋を密かに応援する。
ジェイダ・デ・ギレネー
声 - 堀之紀
ザーゴ国の元・左大公。52歳。争いに傾くザーゴの中でも穏健派として知られていたが、ケミル右大公の謀略によりクーデターの嫌疑をかけられ失脚、家族ともども追われる身となってしまった。かつて灰鳥一族の危機を救ったことがあり、恩人として敬われている。ガーヤたちの助けによって隣国グゼナへ亡命した後、各地で身を隠しているはずの同志を捜す旅に出て、最終的に光の地エンナマルナに行きつく。「元凶」が滅びた後、イザーク達の活躍でクーデター容疑の無実が証明され、故国に返り咲いた。
ロンタルナ、コーリキ
声 - 中井和哉（ロンタルナ）、野島健児（コーリキ）
ジェイダの息子達。ジェイダと共にグゼナへ亡命し、その後ガーヤたちとともに身を移した聖地エンナマルナで、離れ離れに逃亡生活を送っていた母や妹と再会する。
バーナダム
声 - 伊藤健太郎
ジェイダの護衛隊の隊員。灰鳥一族出身でジェイダを敬っており、ガーヤとも知己。やや直情的な性格で、ロンタルナやコーリキからはいじられ気味。ノリコに想いを寄せてイザークと恋の駆け引きを演じるが、ノリコがイザークと相思相愛と知って身を引いた。
バラゴ
声 - 安井邦彦
25歳。ザーゴ国の王子ナーダの親衛隊。ナーダの命令でイザークに喧嘩を売るが返り討ちに遭い、面目を潰されてしまう。しかしそれを機に自分を見つめ直し、ジェイダ左大公の逃亡に協力してそのままノリコたちと行動を共にする。いかにもゴロツキ風のいかつい容貌とは裏腹に、茶目っ気があり根は優しい兄貴分。
イルクツーレ
声 - 神谷浩史
ザーゴとグゼナの国境近くにある白霧の森の奥深くに立つ、朝湯気の木の精霊。愛称は「イルク」。慈愛に満ちた性格で、銀色の髪に菫色の瞳の少年の姿をしている。かつて白霧の森にあった村の住民たちが闇に操られ死後も苦しみ続ける現状を救おうと、自分の姿を見ることができるノリコに助けを求めた。ノリコたちの助力で闇が祓われた後は、村人達の霊と共にノリコ達をサポートする。
ナーダ
声 - 藤原啓治
ザーゴ国の王子。高慢で残忍な性格で、闘技場や御前試合で殺し合いを見ることを何よりの楽しみにしている。
カイダール
声 - 川津泰彦
ナーダの親衛隊。毒と風を操りイザークを捕らえるが、その後の御前試合で返り討ちにされる。

### 第三部
ゼーナ
声 - 小宮和枝
ガーヤの双子の姉。53歳。ほくろの位置が左右逆なこと以外はガーヤと同じ外見をしている。グゼナ国の国専占者だったが、大臣ワーザロッテが連れてきた占者タザシーナにその地位を奪われ、自宅に嫌がらせを受けるようになっていた。ザーゴ国から逃れてきたノリコ達一行を迎え入れる。未来は変えられると信じており、ノリコとイザークが一行を離れた後は、行方不明になったグゼナ国の大臣達を捜すためガーヤ達と旅に出て、聖地エンナマルナに辿り着く。
アニタ、ロッテニーナ
声 - 佐藤ゆうこ（アニタ）、笠井律子（ロッテニーナ）
ゼーナの助手を務める娘。元は孤児で、血の繋がりはない。ノリコとは二人とも同じ年頃で、女友達として仲良くなった。ノリコとイザークが一行を離れた後は、ゼーナ達と共に旅に出る。
タザシーナ
声 - 篠原恵美
ラチェフに取り入ろうとする美貌の女性占者。高飛車でプライドの高い性格。悪意の塊「黙面」のお告げに従い、ワーザロッテに取り入るとともに、ノリコを生贄として要求する。ワーザロッテ失脚後はリェンカに戻り、ラチェフのもとで働いていたが、ゴーリヤの方が評価されている現実に不満を募らせていく。イザークとノリコの正体を看破し、それをノリコに突き付けた張本人。
ドロス
声 - 高瀬右光
ラチェフとタザシーナに脅され利用されていたやや愚鈍な青年。動物の扱いに長け、特に古代生物チモの飼育に秀でる。第四部で囚われたノリコに同情してラチェフらを裏切り、以降はチモの能力を使ってノリコとイザークに協力する。
ワーザロッテ
声 - 星野充昭
グゼナ国の大臣。国王が政治に興味を持たないのをいいことに、タザシーナを使って台頭し実権を握っていた。
バンナ
声 - 後藤敦
ワーザロッテ親衛隊の一人。腕を変幻自在の布に変えて戦う特殊能力を持つが、イザークに返り討ちにされ面目を失う。
ニンガーナ、シェフコ、トラウス兄弟
声 - 石川ひろあき（ニンガーナ）、根本央紀（シェフコ）、横尾博之（トラウス兄）、志賀克也（トラウス弟）
ワーザロッテ親衛隊の面々。それぞれ黙面から特殊な力を授けられていたが、黙面消滅後は力を失い、散り散りに去っていった。
黙面（もくめん）
声 - 掛川裕彦
ある日タザシーナに語りかけてきた「悪意の塊」。液体の身体に仮面が浮いている姿をしている。生贄としてノリコを求めるが、天上鬼の力を解放したイザークによって倒される。

### 第四部
カイザック
声 - 志村和幸
「花の町」の町長の娘婿。年に一度の祭で祭神役を務める予定だったが、怪我のためイザークに代役を頼む。
ニーニャ
声 - 引田有美
カイザックの妻で町長の娘。街で職安屋に絡まれていたノリコを助けに入って二人と出会う。
花の町の町長
声 - 寺内よりえ
ニーニャの母。穏やかな性格で気のいいおばさん。闇に包まれつつある国政を案じている。
「元凶」
声 - 星野充昭
ラチェフ一派からは「主」とも呼ばれる。現在世界に蔓延りつつある闇のすべての根源であり、天上鬼を手中に収めるべくその魂に鎖をかけた張本人。普段は紫魂山地下の古代遺跡に宿っているが、力を増すにつれ別の場所にも現れるようになる。その正体は、かつて不老不死を誇った当代無比の能力者の思念体。

### 第五部
グローシア
ジェイダ左大公の娘でロンタルナとコーリキの妹。ノリコと同じ年頃で、明るくしっかり者な性格。父と兄とは別行動でザーゴから逃亡し、アイビスク国の農村で「ハンナ」という偽名を名乗って隠れ住んでいたところをノリコとイザークと出会う。追手が現れたことからノリコらに身分を明かし、以降は行動を共にする。当初ノリコたちの事を「駈け落ちした王女と国一番の騎士」と説明され信じていた。
ニアナ
ジェイダの妻でグローシア達の母。マイペースな性格で好奇心に駆られては迷子になり、よく娘にお説教を喰らっている。
アレフ・エラザード
ジェイダに仕える警備隊の隊長で、逃亡中のニアナとグローシアを護衛していた。バーナダムの上司にあたる。隠れ住んでいた農村ではグローシアの兄として「ロキ」と名乗り雑貨屋を営んでいた。陽気で口達者な性格で、寡黙なイザークとは対照的なため、ノリコ曰く「漫才コンビ」状態になることも。
クレアジータ
アイビスク国の高官。「天上鬼」の破壊者以外の、光の可能性を示唆した人物。その発言をしたことで死刑囚に貶められたが、イザーク達により救出された。
カタリナ、ダンジエル、ウェイ
クレアジータと志を共にする同志。
マードウッグ
ドニヤ国に帰順する形は取っているが自治権を認められ、「砂隠れの町」とも呼ばれる光の伝説が伝わる聖地・エンナマルナに住む一族の族長。血気盛んだが、実直で真っ直ぐな若者。ニアナからイザークとノリコの正体を知らされても恐れることなく、闇に立ち向かってきた二人を労った。ラチェフ一派が闇の力を使ってエンナマルナに攻めてきた際は一族でノリコを匿い、闇の力に対抗した。
パロイ
ザーゴ国の新国王。ナーダ王子およびケミル右大公の失脚後、己の不徳を恥じた前国王が退位し、新国王として即位した。国王としての初仕事は、ジェイダ左大公の復職だった。

## 書誌情報
ひかわきょうこ 『彼方から』 白泉社
- 〈花とゆめコミックス〉全14巻[10]
  1. 1992年12月25日初版発行、ISBN 978-4-592-12351-4
  2. 1993年2月25日初版発行、ISBN 978-4-592-12352-1
  3. 1993年5月25日初版発行、ISBN 978-4-592-12353-8
  4. 1993年11月25日初版発行、ISBN 978-4-592-12354-5
  5. 1995年2月25日初版発行、ISBN 978-4-592-12355-2
  6. 1996年2月10日初版発行、ISBN 978-4-592-12356-9
  7. 1996年10月10日初版発行、ISBN 978-4-592-12357-6
  8. 1998年1月10日初版発行、ISBN 978-4-592-12358-3
  9. 1998年12月10日初版発行、ISBN 978-4-592-12359-0
  10. 1999年12月10日初版発行、ISBN 978-4-592-12360-6
  11. 2000年11月10日初版発行、ISBN 978-4-592-17541-4
  12. 2001年9月10日初版発行、ISBN 978-4-592-17542-1
  13. 2002年8月10日初版発行、ISBN 978-4-592-17543-8
  14. 2003年4月10日初版発行、ISBN 978-4-592-17544-5

  - 第3巻に「また明日!」を同時収録。

- 〈白泉社文庫〉全7巻 [11]
  1. 2004年3月12日発売、ISBN 978-4-592-88731-7
  2. 2004年5月14日発売、ISBN 978-4-592-88732-4
  3. 2004年7月15日発売、ISBN 978-4-592-88733-1
  4. 2004年9月15日発売、ISBN 978-4-592-88734-8
  5. 2004年11月12日発売、ISBN 978-4-592-88735-5
  6. 2005年1月14日発売、ISBN 978-4-592-88736-2
  7. 2005年3月15日発売、ISBN 978-4-592-88737-9

## ドラマCD
CDドラマDUOシリーズ。ドラマCDにはラジオ未放送分含む。
- Vol.1（1999年1月）
- Vol.2（1999年2月）
- Vol.3（1999年3月）
- Vol.4（2000年2月）
- Vol.5（2000年3月）
- Vol.6（2000年4月）